# Crescendo
Crescendo este o companie de soluții integrate IT din România, înființată în anul 1993.
Compania oferă soluții integrate: aplicații software, soluții de management de rețea, soluții de securitate, soluții de infrastructură hardware, training, suport în implementare și suport tehnic,
precum și servicii de outsourcing.
Crescendo este una dintre cele mai mari companii românești de software și servicii.
Principalii competitori ai companiei sunt Sistec, Epicor, Romsys și Forte Business Services.
Număr de angajați în 2010: 93 
Cifra de afaceri:
- 2009: 18,4 milioane euro [5]
- 2008: 19,6 milioane euro[6]
- 2007: 11,7 milioane euro[3]
- 2005: 10,4 de milioane euro[1]
- 2003: 6 milioane dolari [7]